# Хрест короля Людвіга

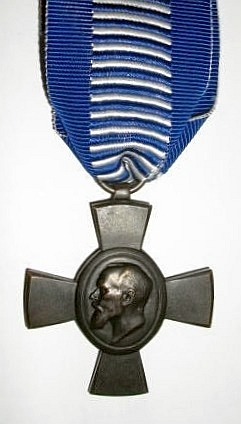
Хрест короля Людвіга (аверс).

Хрест короля Людвіга (нім. König Ludwig-Kreuz) — нагорода Баварського королівства.

## Історія
Нагорода заснована 7 січня 1916 року королем Людвігом III для нагородження людей, які зробили особливий внесок в Баварську армію або благополуччя королівства шляхом добровільної роботи на місці. Дизайн розробили Бернгард Блекер і Алоїс Берш.
Хрест був випущений великою партією з різних матеріалів: 250 срібних хрестів для урядовців, міністрів і членів королівського двору, 30 000 бронзових і 20 000 залізних. В 1918 році виготовили 40 000 цинкових хрестів.

## Опис
Рівносторонній хрест з розширеними і заокругленими краями. В центрі хреста — овальний медальйон. На аверсі в медальйоні зображений профіль короля, на реверсі — дата заснування нагороди.
Хрест носили на лівому боці грудей на блакитно-білій стрічці.

## Галерея

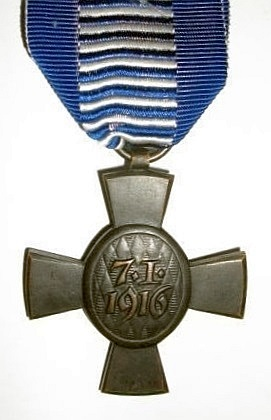
Реверс.
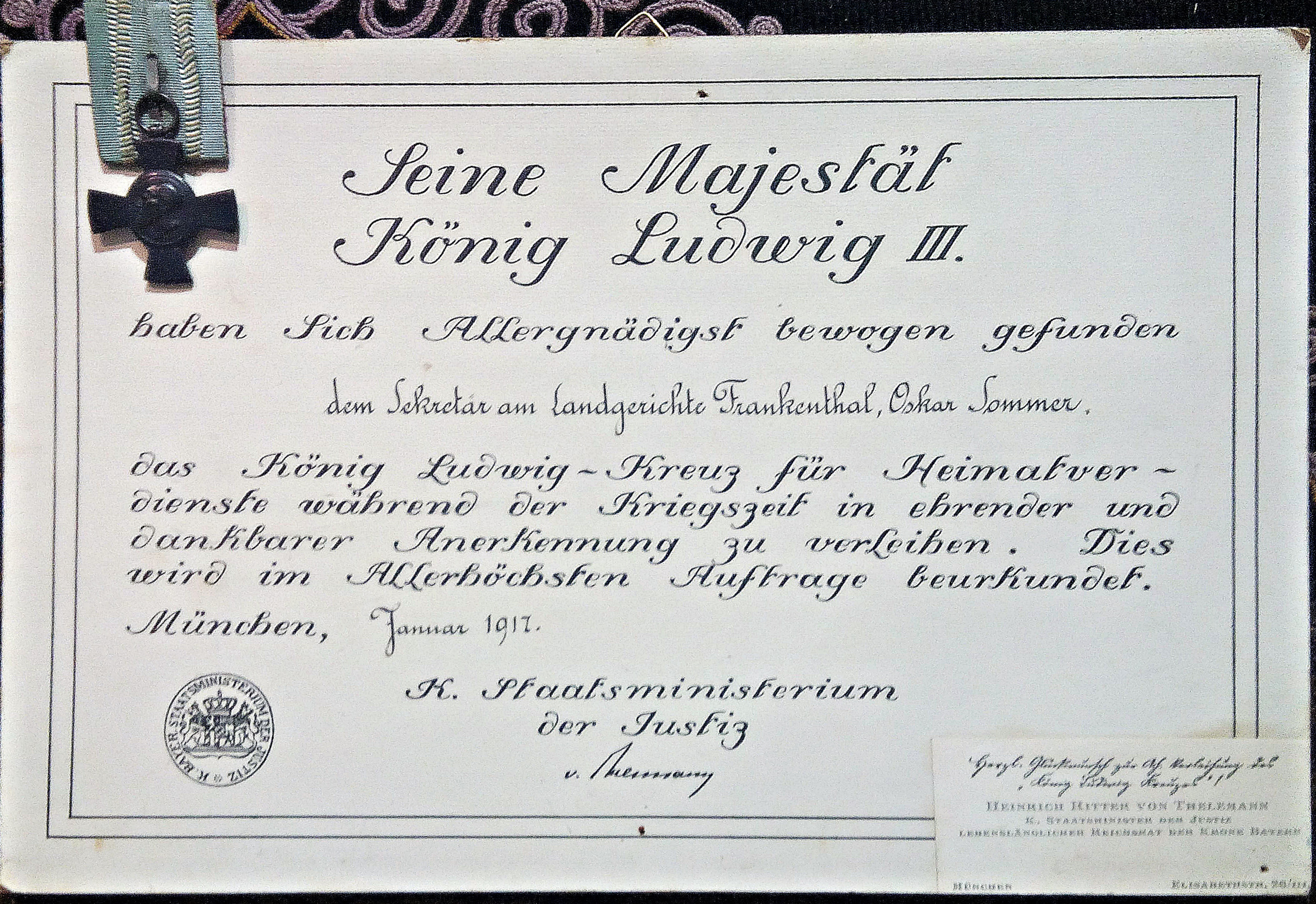
Нагородний сертифікат.